# Hackers on Planet Earth
Hackers on Planet Earth, ou H.O.P.E., est une série de conférences sponsorisée par le magazine 2600: The Hacker Quarterly, dédié aux hackers.
Depuis 1994, onze conférences se sont tenues, sur base bisannuelle, à New York aux États-Unis, dont plusieurs fois à l'Hôtel Pennsylvania (en).

## Liste des conférences HOPE
Les sites web consacrés à ces conférences sont indiqués à la section Sources du présent article

### The Last HOPE (2008)
La septième conférence se nommait The Last HOPE, car l'Hôtel Pennsylvania, où se déroule traditionnellement la manifestation, était promis à la démolition.

### The Next HOPE (2010)
La huitième conférence, The Next HOPE s'est tenue du 16 au 18 juillet 2010, une nouvelle fois à l'Hôtel Pennsylvania, dont la démolition avait été repoussée.
Lors de cette conférence, plusieurs hackers ont critiqué le comportement de Adrian Lamo qui avait dénoncé aux autorités de son pays Bradley Manning, l'analyste militaire américain, supposé avoir divulgué à WikiLeaks des informations classifiées secret défense.

### HOPE Number Nine (2012)
La neuvième conférence s'est déroulée du 13 au 15 juillet 2012, à l'Hôtel Pennsylvania.

### HOPE X (2014)
La dixième conférence a eu lieu du 18 au 20 juillet 2014, toujours à l'Hôtel Pennsylvania.

## Sources
- HOPE: Hackers On Planet Earth (1re conférence en 1994)
- Beyond HOPE (2e conférence en 1997)
- H2K (3e conférence en 2000)
- H2K2 (4e conférence en 2002)
- The Fifth HOPE (5e conférence en 2004)
- HOPE Number Six (6e conférence en 2006)
- The Last HOPE (7e conférence en 2008)
- The Next HOPE (8e conférence en 2010)